# Hội đồng Quốc tế về Khoa học
Hội đồng Quốc tế về Khoa học, viết tắt theo tiếng Anh là ICSU (International Council for Science), là tổ chức phi chính phủ, phi lợi nhuận quốc tế cao nhất dành cho hợp tác quốc tế vì sự tiến bộ của khoa học. Các thành viên của ICSU là các cơ quan khoa học quốc gia và các liên hiệp khoa học quốc tế.
Trụ sở Hội đồng Quốc tế về Khoa học đặt tại 5 rue Auguste-Vacquerie, 16e arrondissement, Paris, Pháp.
Hội đồng Quốc tế về Khoa học ICSU ra đời năm 1931 và tồn tại đến ngày 4/7/2018. Chủ tịch ICSU là Gordon McBean từ  Canada. Giám đốc điều hành từ 3/2015 là Heide Hackmann từ  Đức .
Tại cuộc gặp của ICSU và Hội đồng Khoa học Xã hội Quốc tế (ISSC, International Social Science Council) ở Đài Bắc, Đài Loan tháng 10/2017 đã đưa ra quyết định hợp nhất hai tổ chức..
Kết quả hợp nhất hai tổ chức thành Hội đồng Khoa học Quốc tế ISC, ra đời ngày 4/7/2018. Theo trang web của Hội đồng Khoa học Quốc tế năm 2020 ISC có 142 tổ chức thành viên, có 40 thành viên hiệp hội (Member Unions and Associations) và 30 Thành viên liên kết (Affiliated Members)..

## Nhiệm vụ và nguyên tắc
Nhiệm vụ của ICSU là tăng cường khoa học quốc tế vì lợi ích của xã hội. Để làm điều này, ICSU huy động kiến thức và nguồn lực của cộng đồng khoa học quốc tế.
- Xác định và giải quyết các vấn đề lớn có tầm quan trọng đối với khoa học và xã hội.
- Tạo thuận lợi cho sự tương tác giữa các nhà khoa học trên tất cả các môn học và từ tất cả các nước.
- Thúc đẩy sự tham gia của tất cả các nhà khoa học, không phân biệt về chủng tộc, quốc tịch, ngôn ngữ, lập trường chính trị, hoặc giới tính trong nỗ lực khoa học quốc tế.
- Cung cấp độc lập, tư vấn thẩm quyền để kích thích đối thoại mang tính xây dựng giữa các cộng đồng khoa học và các chính phủ, xã hội dân sự và khu vực tư nhân.[6]

Các hoạt động tập trung vào ba lĩnh vực: Hợp tác nghiên cứu quốc tế, Khoa học về chính sách, và Phổ quát của khoa học.

## Lịch sử
ICSU là một trong những tổ chức phi chính phủ lâu đời nhất trên thế giới, đại diện cho sự kết thừa và phát triển của hai cơ quan trước đó là Hiệp hội Quốc tế các viện Hàn lâm (IAA; 1899-1914) và Hội đồng Nghiên cứu Quốc tế (IRC; 1919-1931). IRC được nhóm lập năm 1918 tại Paris, sau Chiến tranh thế giới thứ nhất, và năm 1919 Đại hội đầu tiên được tố chức tại Bruxselles.
Tuy nhiên hồi đó các điều luật đưa ra nhắm đến sự hạn chế gia nhập của các nước thuộc Liên minh Trung tâm cũ, đặc biệt là các nước Đức và Áo. Để đảm bảo cho điều này, một biểu quyết đã được thiết kế có tính đến dân số thuộc địa của từng quốc gia, cùng với giải thích các đạo luật là bất di bất dịch cho 12 năm tiếp theo. Do đó, tranh luận về việc nới lỏng các điều kiện tiếp nhận trong những năm 1922 và 1925 đã kết thúc với cuộc bỏ phiếu cuối cùng thất bại. Từ năm 1926, Pháp chống lại thành viên Đức, xem nhẹ và tẩy chay, nên khoa học Đức không sẵn sàng tham gia IRC.
Năm 1931 các điều luật đã hoàn toàn được thiết kế lại và tên mới là Hội đồng Quốc tế các Liên hiệp Khoa học ra đời, viết tắt ICSU.
Trong Chiến tranh thế giới thứ hai hoạt động bị ngưng trệ. Hợp tác trở lại sau chiến tranh và thực sự ở quy mô lớn hơn nhiều so với trước. Tuy nhiên lịch sử của IRC chịu nhiều tai tiếng bởi cuộc cãi vã chính trị hơn là vì khoa học, đưa đến ít kết nối hơn. Vì vậy mà ngày nay hầu hết đều coi năm 1931 là ngày thành lập chính thức.
Năm 1998, các thành viên nhất trí rằng thành phần và các hoạt động hiện tại của Hội đồng sẽ được phản ánh tốt hơn bằng cách thay đổi tên từ Hội đồng Quốc tế các Liên hiệp Khoa học sang Hội đồng Quốc tế về Khoa học, trong khi kế thừa, tôn trọng lịch sử phong phú và bản sắc mạnh mẽ bằng cách giữ lại các từ viết tắt hiện có, ICSU.
Đến năm 2017 ICSU bao gồm 122 thành viên khoa học quốc gia đa ngành, liên kết, các quan sát viên, đại diện cho 142 quốc gia và 31 Liên hiệp khoa học quốc tế  và có 22 tổ chức khoa học liên kết.

## Cấu trúc và Điều hành
Đại hội Toàn thể thành viên được triệu tập mỗi 3 năm. Thường trực là Ban Thư ký ICSU (20 nhân viên trong năm 2012) đặt tại Paris, đảm bảo các kế hoạch và hoạt động hàng ngày dưới sự điều hành của Ban Chấp hành được bầu ra. 3 Ủy ban Chính sách hỗ trợ điều hành công việc là:
- Ủy ban Kế hoạch khoa học và đánh giá (Committee on Scientific Planning and Review, CSPR);
- Ủy ban Tự do và trách nhiệm trong việc tiến hành Khoa học (Committee on Freedom and Responsibility in the conduct of Science, CFRS);
- Ủy ban Tài chính.

ICSU có 3 văn phòng khu vực, là châu Phi, châu Á và Thái Bình Dương, châu Mỹ Latinh và vùng Caribe.
| Nr. | Năm       | Tại      | Tại         | Nhiệm kỳ                                                                    | Chủ tịch                                                                    |                                                                             |
| --- | --------- | -------- | ----------- | --------------------------------------------------------------------------- | --------------------------------------------------------------------------- | --------------------------------------------------------------------------- |
| 1.  | ISC 2018  | Đài Bắc  | Đài Loan    | 2018-2021                                                                   | Daya Reddy                                                                  |                                                                             |
| 32. | ICSU 2017 | Đài Bắc  | Đài Loan    | Quyết định hợp nhất ICSU với ISSC thành International Science Council (ISC) | Quyết định hợp nhất ICSU với ISSC thành International Science Council (ISC) | Quyết định hợp nhất ICSU với ISSC thành International Science Council (ISC) |
| Ext | 2016      | Oslo     | Na Uy       | 2014-2017                                                                   | Gordon McBean                                                               |                                                                             |
| 31. | ICSU 2014 | Auckland | New Zealand | 2014-2017                                                                   | Gordon McBean                                                               |                                                                             |
| 30. | ICSU 2011 |          |             | 2011-2014                                                                   | Lý Viễn Triết                                                               |                                                                             |
| 29. | ICSU 2008 |          |             | 2008-2011                                                                   | Catherine Bréchignac                                                        |                                                                             |

## Thành viên Liên hiệp khoa học
Thành viên liên hiệp khoa học và năm gia nhập thành viên 
| Viết tắt | Liên hiệp                                                    | Năm  | Lĩnh vực                               | Tên giao dịch                                                         |
| -------- | ------------------------------------------------------------ | ---- | -------------------------------------- | --------------------------------------------------------------------- |
| IAU      | Hiệp hội Thiên văn Quốc tế                                   | 1922 | Thiên văn học                          | International Astronomical Union                                      |
| IBRO     | Tổ chức Nghiên cứu Não Quốc tế                               | 1993 | Khoa học thần kinh                     | International Brain Research Organization                             |
| ICA      | Hiệp hội Bản đồ Quốc tế                                      | 1990 | Bản đồ học                             | International Cartographic Association                                |
| IGU      | Hội liên hiệp Địa lý Quốc tế                                 | 1923 | Địa lý học                             | International Geographical Union                                      |
| IMU      | Hội liên hiệp Toán học quốc tế                               | 1922 | Toán học                               | International Mathematical Union                                      |
| INQUA    | Liên hiệp Quốc tế về Nghiên cứu Đệ Tứ                        | 2005 | Kỷ Đệ Tứ                               | International Union for Quaternary Research                           |
| ISA      | Hiệp hội Xã hội học Quốc tế                                  | 2011 | Xã hội học và Khoa học xã hội          | International Sociological Association                                |
| ISPRS    | Hiệp hội Quốc tế về Quang trắc và Viễn thám                  | 2002 | Quang trắc và Viễn thám                | International Society for Photogrammetry and Remote Sensing           |
| IUAES    | Liên đoàn Quốc tế về Khoa học Nhân chủng và Dân tộc          | 1993 | Nhân chủng học và Dân tộc học          | International Union of Anthropological and Ethnological Sciences      |
| IUBMB    | Liên hiệp Hóa sinh và Sinh học phân tử Quốc tế               | 1955 | Hóa sinh và Sinh học phân tử           | International Union of Biochemistry and Molecular Biology             |
| IUBS     | Liên hiệp Khoa học Sinh học Quốc tế                          | 1925 | Sinh học                               | International Union of Biological Sciences                            |
| IUCr     | Liên đoàn Tinh thể học Quốc tế                               | 1947 | Tinh thể học                           | International Union of Crystallography                                |
| IUFRO    | Liên đoàn các Tổ chức Nghiên cứu Lâm nghiệp Quốc tế          | 2005 | Lâm nghiệp                             | International Union of Forest Research Organizations                  |
| IUFoST   | Liên đoàn Quốc tế về Khoa học và Công nghệ thực phẩm         | 1996 | Khoa học thực phẩm                     | International Union of Food Science and Technology                    |
| IUGG     | Liên đoàn Trắc địa và Địa vật lý Quốc tế                     | 1919 | Trắc địa và Địa vật lý                 | International Union of Geodesy and Geophysics                         |
| IUGS     | Liên hiệp Khoa học Địa chất Quốc tế                          | 1922 | Địa chất học                           | International Union of Geological Sciences                            |
| IUHPS    | Liên đoàn Quốc tế về Lịch sử và Triết học của khoa học       | 1922 | Lịch sử khoa học và Triết học khoa học | International Union of History and Philosophy of Science              |
| IUIS     | Liên hiệp hội Miễn dịch học Quốc tế                          | 1976 | Miễn dịch học                          | International Union of Immunological Societies                        |
| IUMRS    | Liên hiệp Hội Nghiên cứu vật liệu Quốc tế                    | 2005 | Khoa học vật liệu                      | International Union of Materials Research Societies                   |
| IUMS     | Liên hiệp Hội Vi sinh học Quốc tế                            | 1982 | Vi sinh vật học                        | International Union of Microbiological Societies                      |
| IUNS     | Liên đoàn Quốc tế về Khoa học Dinh dưỡng                     | 1968 | Dinh dưỡng học                         | International Union of Nutritional Sciences                           |
| IUPAB    | Liên đoàn Quốc tế về Lý sinh học Thuần túy và Ứng dụng       | 1966 | Lý sinh học                            | International Union for Pure and Applied Biophysics                   |
| IUPAC    | Liên đoàn Quốc tế về Hoá học Thuần túy và Ứng dụng           | 1922 | Hóa học                                | International Union of Pure and Applied Chemistry                     |
| IUPAP    | Liên đoàn Quốc tế về Vật lý Thuần túy và Ứng dụng            | 1922 | Vật lý học                             | International Union of Pure and Applied Physics                       |
| IUPESM   | Liên đoàn Quốc tế về Khoa học Vật lý và Kỹ thuật trong Y học | 1999 | Vật lý y khoa                          | International Union for Physical and Engineering Sciences in Medicine |
| IUPHAR   | Liên đoàn Quốc tế về Dược học Cơ bản và Lâm sàng             | 1972 | Dược học                               | International Union of Basic and Clinical Pharmacology                |
| IUPS     | Liên đoàn Khoa học Sinh lý Quốc tế                           | 1955 | Sinh lý học                            | International Union of Physiological Sciences                         |
| IUPsyS   | Liên đoàn Khoa học Tâm lý Quốc tế                            | 1982 | Tâm lý học                             | International Union of Psychological Science                          |
| IUSS     | Liên đoàn Khoa học đất Quốc tế                               | 1993 | Khoa học đất                           | International Union of Soil Sciences                                  |
| IUTAM    | Liên đoàn Cơ học Lý thuyết và Ứng dụng Quốc tế               | 1947 | Cơ học                                 | International Union of Theoretical and Applied Mechanics              |
| IUTOX    | Liên đoàn Độc chất học Quốc tế                               | 1996 | Độc chất học                           | International Union of Toxicology                                     |
| URSI     | Liên đoàn Khoa học Vô tuyến Quốc tế                          | 1922 | Sóng vô tuyến                          | International Union of Radio Science                                  |

## Tổ chức Liên kết khoa học
| Viết tắt | Liên kết                                                       | Tên giao dịch                                                            |
| -------- | -------------------------------------------------------------- | ------------------------------------------------------------------------ |
| 4S       | Hội Nghiên cứu Xã hội Khoa học                                 | Society for Social Studies of Science                                    |
| AAS      | Viện Hàn lâm Khoa học châu Phi                                 | African Academy of Sciences                                              |
| AASSA    | Hội các Viện Hàn lâm và Hiệp hội Khoa học châu Á               | Association of Academies and Societies of Sciences in Asia               |
| ACAL     | Viện Hàn lâm Khoa học Mỹ Latin                                 | Academia de Ciencias de América Latina                                   |
| CIE      | Ủy ban Quốc tế về Chiếu sáng                                   | Commission Internationale de l'Eclairage                                 |
| FIG      | Hiệp hội Trắc địa Quốc tế                                      | Fédération internationale des géomètres                                  |
| IAHR     | Hiệp hội Quốc tế Nghiên cứu Công trình Môi trường thủy         | International Association for Hydro-Environment Engineering and Research |
| IASC     | Ủy ban Khoa học Bắc cực Quốc tế                                | International Arctic Science Committee                                   |
| ICA (a)  | Ủy ban Âm học Quốc tế                                          | International Commission for Acoustics                                   |
| ICIAM    | Hội đồng Quốc tế về Toán Công nghiệp và Ứng dụng               | International Council for Industrial and Applied Mathematics             |
| ICLAS    | Viện Nghiên cứu Động vật Thực nghiệm (CIEA)                    | International Council for Laboratory Animal Science                      |
| ICO      | Ủy ban Quốc tế về Quang học                                    | International Commission for Optics                                      |
| ICSTI    | Hội đồng Quốc tế về Thông tin Khoa học Kỹ thuật                | International Council for Scientific and Technical Information           |
| IFIP     | Liên đoàn Quốc tế về Xử lý Thông tin                           | International Federation for Information Processing                      |
| IFLA     | Liên đoàn Quốc tế các Hiệp hội và Tổ chức Thư viện             | International Federation of Library Associations and Institutions        |
| IFS      | Quỹ Khoa học Quốc tế                                           | International Foundation for Science                                     |
| IFSM     | Liên hiệp Hội Hiển vi Quốc tế                                  | International Federation of Societies for Microscopy                     |
| IIASA    | Viện Quốc tế về Phân tích Hệ thống Ứng dụng                    | International Institute for Applied System Analysis                      |
| IUVSTA   | Liên đoàn Quốc tế về Khoa học, Kỹ thuật và Ứng dụng Chân không | International Union for Vacuum Science, Technique and Applications       |
| IWA      | Hiệp hội Nước Quốc tế                                          | International Water Association                                          |
| PSA      | Hiệp hội Khoa học Thái Bình Dương                              | Pacific Science Association                                              |
| TWAS     | Viện Hàn lâm Khoa học Thế giới                                 | The World Academy of Sciences                                            |
| UIS      | Liên đoàn Quốc tế về Hang động                                 | Union Internationale de Spéléologie                                      |

## Các ban liên ngành
Các ban liên ngành và năm thành lập
| Viết tắt     | Tổ chức                                                                                   | Tên giao dịch | Năm  |
| ------------ | ----------------------------------------------------------------------------------------- | --- | ---- |
| CIAAW        | Ủy ban Trọng lượng Nguyên tử và Đa dạng Đồng vị                                           | Commission on Isotopic Abundances and Atomic Weights                                                                                                 | 1899 |
| CODATA       | Ủy ban Dữ liệu Khoa học và Công nghệ                                                      | Committee on Data for Science and Technology | 1966 |
| COSPAR       | Ủy ban Nghiên cứu Vũ trụ                                                                  | Committee on Space Research | 1958 |
| Diversitas   | Chương trình Quốc tế về Khoa học Đa dạng Sinh học                                         | Diversitas - International Programme of Biodiversity Science                                                                                         | 1991 |
| Future Earth | Nghiên cứu về Phát triển Bền vững Toàn cầu                                                | Research for Global Sustainability Future Earth Lưu trữ ngày 6 tháng 1 năm 2013 tại Wayback Machine                                                  | 2011 |
| Urban Health | Y tế và An sinh trong Môi trường Đô thị đang thay đổi: một Phương pháp Phân tích Hệ thống | Health and Wellbeing in the Changing Urban Environment: a Systems Analysis Approach Urban Health Lưu trữ ngày 6 tháng 7 năm 2015 tại Wayback Machine | 2011 |
| GCOS         | Hệ thống Quan trắc Khí hậu Toàn cầu                                                       | Global Climate Observing System | 1992 |
| GOOS         | Hệ thống Quan trắc Đại dương Toàn cầu                                                     | Global Ocean Observing System | 1993 |
| GTOS         | Hệ thống Quan trắc Mặt đất Toàn cầu                                                       | Global Terrestrial Observing System GTOS Lưu trữ ngày 6 tháng 7 năm 2015 tại Wayback Machine                                                         | 1996 |
| IGBP         | Chương trình Địa quyển-Sinh quyển Quốc tế                                                 | International Geosphere-Biosphere Programme | 1986 |
| IHDP         | Chương trình Kích thước Con người Quốc tế (đã giải thể)                                   | International Human Dimensions Programme | 1990 |
| IRDR         | Nghiên cứu Phối hợp về Rủi ro thiên tai                                                   | Integrated Research on Disaster Risk IRDR Lưu trữ ngày 6 tháng 7 năm 2015 tại Wayback Machine                                                        | 2008 |
| IUCAF        | Ủy ban Khoa học về Phân bổ Tần số cho Đài Thiên văn học và Khoa học vũ trụ                | Scientific Committee on Frequency Allocations for Radio Astronomy and Space Science IUCAF                                                            | 1960 |
| INASP        | Mạng lưới Quốc tế về Hiện hữu các Ấn phẩm Khoa học                                        | International Network for the Availability of Scientific Publications                                                                                | 1992 |
| PECS         | Chương trình về Thay đổi Hệ sinh thái và Xã hội                                           | Programme on Ecosystem Change and Society PECS Lưu trữ ngày 6 tháng 7 năm 2015 tại Wayback Machine                                                   | 2008 |
| SCAR         | Ủy ban Khoa học về Nghiên cứu Nam Cực                                                     | Scientific Committee on Antarctic Research | 1958 |
| SCOPE        | Ủy ban Khoa học về Vấn đề Môi trường                                                      | Scientific Committee on Problems of the Environment                                                                                                  | 1969 |
| SCOR         | Ủy ban Khoa học về Nghiên cứu Đại dương                                                   | Scientific Committee on Oceanic Research SCOR | 1957 |
| SCOSTEP      | Ủy ban Khoa học về Vật lý Mặt trời-Mặt đất                                                | Scientific Committee On Solar-TErrestrial Physics | 1966 |
| WCRP         | Chương trình Nghiên cứu Khí hậu Thế giới                                                  | World Climate Research Programme | 1980 |
| WDS          | Hệ thống Dữ liệu Thế giới                                                                 | World Data System | 2008 |

## Thành viên quốc gia
| Nước                 | Thành viên | Năm  |
| -------------------- | --- | ---- |
| Albania              | Viện Hàn lâm Khoa học Albania (Albanian Academy of Sciences) | 2009 |
| Angola               | Quỹ Khoa học và Phát triển Angola (Foundation of Science and Development)                                                                                              | 2010 |
| Argentina            | Hội đồng Nghiên cứu Khoa học và Công nghệ Quốc gia Argentina (CONICET, Consejo Nacional de Investigaciones Científicas y Técnicas)                                     | 1931 |
| Armenia              | Viện Hàn lâm Khoa học Quốc gia Armenia (Հայաստանի Գիտությունների Ազգային Ակադեմիա)                                                                                     | 1992 |
| Úc                   | Viện Hàn lâm Khoa học Úc (AAS, Australian Academy of Science) | 1919 |
| Áo                   | Viện Hàn lâm Khoa học Áo (Österreichische Akademie der Wissenschaften / Austrian Academy of Sciences)                                                                  | 1950 |
| Azerbaijan           | Viện Hàn lâm Khoa học Quốc gia Azerbaijan (AMEA, Azərbaycan Milli Elmlər Akademiyası)                                                                                  | 1999 |
| Bangladesh           | Viện Hàn lâm Khoa học Bangladesh (Bangladesh Academy of Sciences) | 1986 |
| Belarus              | Viện Hàn lâm Khoa học Quốc gia Belarus (NASB, National Academy of Sciences)                                                                                            | 1992 |
| Bỉ                   | Viện Hàn lâm Khoa học và Nghệ thuật Hoàng gia Bỉ (RASAB, The Royal Academies for Science and the Arts of Belgium)                                                      | 1919 |
| Bolivia              | Viện Hàn lâm Khoa học Quốc gia Bolivia (ANCB, Academia Nacional de Ciencias de Bolivia)                                                                                | 1978 |
| Bosna và Hercegovina | Viện hàn lâm Khoa học và Nghệ thuật Bosnia và Hercegovina (ANUBiH, Academy of Sciences and Arts of Bosnia and Herzegovina)                                             | 2010 |
| Bosna và Hercegovina | Viện Hàn lâm Khoa học và Nghệ thuật Cộng hòa Srpska (ANURS, Academy of Sciences and Arts of the Republic of Srpska), Cộng hòa Srpska                                   | 2009 |
| Botswana             | Ministry of Infrastructure Science and Technology | 2006 |
| Brasil               | Viện Hàn lâm Khoa học Brasil (ABC, Academia Brasileira de Ciências) | 1919 |
| Bulgaria             | Viện Hàn lâm Khoa học Bulgaria (BAS, Българска академия на науките) | 1931 |
| Burkina Faso         | Centre National de la Recherche Scientifique et Technologique | 1981 |
| Cameroon             | Viện Hàn lâm Khoa học Cameroon (Cameroon Academy of Sciences) | 1999 |
| Canada               | Hội đồng Nghiên cứu Quốc gia Canada (CNRC, Conseil national de recherches Canada)                                                                                      | 1919 |
| Caribe               | Viện Hàn lâm Khoa học Caribe (CAS, Caribbean Academy of Sciences) | 1993 |
| Chile                | Viện Hàn lâm Khoa học Chile (Academia Chilena de Ciencias) | 1931 |
| Trung Quốc           | Hiệp hội Khoa học và Công nghệ Trung Quốc (CAST, China Association for Science and Technology)                                                                         | 1937 |
| Đài Loan             | Viện Hàn lâm Khoa học Đài Loan (Academia Sinica), Đài Bắc | 1937 |
| Colombia             | Academia Colombiana de Ciencias Exactas, Fisicas y Naturales | 1986 |
| Costa Rica           | Viện Hàn lâm Khoa học Quốc gia Costa Rica (Academia Nacional de Ciencias)                                                                                              | 1996 |
| Cuba                 | Viện Hàn lâm Khoa học Cuba (Academia de Ciencias de Cuba) | 1931 |
| Cộng hòa Séc         | Viện Hàn lâm Khoa học Cộng hòa Séc (AV ČR, Akademie věd České republiky)                                                                                               | 1922 |
| Bờ Biển Ngà          | Académie des Sciences des Arts, des Cultures d'Afrique et des Diasporas Africaines (ASCAD)                                                                             | 1992 |
| Đan Mạch             | Hội Khoa học Hoàng gia Đan Mạch (Videnskabernes Selskab) | 1922 |
| CH Dominica          | Viện Hàn lâm Khoa học Cộng hòa Dominica (Academy of Sciences of the Dominican Republic)                                                                                | 2008 |
| Ai Cập               | Viện Hàn lâm Nghiên cứu Khoa học và Công nghệ Ai Cập (ASRT, Academy of Scientific Research and Technology)                                                             | 1925 |
| El Salvador          | Bộ Giáo dục (Ministerio de Educación) | 2013 |
| Estonia              | Viện Hàn lâm Khoa học Estonia (Eesti Teaduste Akadeemia / Estonian Academy of Sciences)                                                                                | 1992 |
| Ethiopia             | Cục Khoa học và Công nghệ Ethiopia (Ethiopian Science and Technology Agency)                                                                                           | 2006 |
| Phần Lan             | Hội đồng viện Hàn lâm Phần Lan (Council of Finnish Academies) | 1931 |
| Pháp                 | Viện Hàn lâm Khoa học Pháp (Académie des Sciences) | 1919 |
| Gruzia               | Viện Hàn lâm Khoa học Quốc gia Gruzia | 1992 |
| Đức                  | Quỹ nghiên cứu Đức (DFG, Deutsche Forschungsgemeinschaft) | 1952 |
| Ghana                | Viện Hàn lâm Nghệ thuật và Khoa học Ghana (Ghana Academy of Arts and Sciences)                                                                                         | 1961 |
| Hy Lạp               | Viện Hàn lâm Athens (Aκαδημία Aθηνών, Akadimía Athinón / Academy of Athens)                                                                                            | 1919 |
| Guatemala            | Viện Hàn lâm Khoa học Y học, Vật lý và Tự nhiên Guatemala (Academia de Ciencias Médicas Fisicas y Naturales de Guatemala)                                              | 1986 |
| Hungary              | Viện Hàn lâm Khoa học Hungary (MTA, Magyar Tudományos Akadémia / Hungarian Academy of Sciences)                                                                        | 1931 |
| Ấn Độ                | Viện Hàn lâm Khoa học Quốc gia Ấn Độ (INSA, Indian National Science Academy)                                                                                           | 1931 |
| Indonesia            | Viện Khoa học Indonesia (Indonesian Institute of Sciences, LIPI) | 1931 |
| Iran                 | Đại học Tổng hợp Tehran (دانشگاه تهران, University of Tehran) | 1963 |
| Iraq                 | Ministry of Science and Technology | 1976 |
| Ireland              | Viện Hàn lâm Hoàng gia Ailen (Royal Irish Academy) | 1952 |
| Israel               | Học viện Khoa học và Nhân văn Israel (Israel Academy of Sciences and Humanities)                                                                                       | 1952 |
| Ý                    | Hội đồng Nghiên cứu Quốc gia Italia (CNR, Consiglio Nazionale delle Ricerche)                                                                                          | 1919 |
| Jamaica              | Hội đồng Nghiên cứu Khoa học Jamaica (Scientific Research Council) | 1966 |
| Nhật Bản             | Hội đồng Khoa học Nhật Bản (Science Council of Japan) | 1919 |
| Jordan               | Hội Khoa học Hoàng gia Jordan (Royal Scientific Society) | 1966 |
| Kazakhstan           | Viện Hàn lâm Khoa học Kazakhstan (Kazakhstan Academy of Sciences) | 1995 |
| Kenya                | Viện Hàn lâm Khoa học Quốc gia Kenya (Kenya National Academy of Sciences)                                                                                              | 1980 |
| CHDCND Triều Tiên    | Viện Hàn lâm Khoa học Quốc gia Triều Tiên (State Academy of Sciences)                                                                                                  | 1961 |
| Hàn Quốc             | Viện Hàn lâm Khoa học Quốc gia Hàn Quốc (National Academy of Sciences of the Republic of Korea)                                                                        | 1961 |
| Lào                  | Hội đồng Khoa học Quốc gia Lào | 2008 |
| Latvia               | Viện Hàn lâm Khoa học Latvia (Zinātņu akadēmija, Academy of Sciences)                                                                                                  | 1931 |
| Liban                | National Council for Scientific Research | 1974 |
| Lesotho              | Department of Science and Technology | 2007 |
| Litva                | Viện Hàn lâm Khoa học Litva (Lithuanian Academy of Sciences) | 1992 |
| Luxembourg           | Fonds National de la Recherche | 2004 |
| Macedonia            | Viện Hàn lâm Khoa học và Nghệ thuật Macedonia (Macedonian Academy of Sciences and Arts)                                                                                | 2002 |
| Madagascar           | Ministère de l'Enseignement Supérieur et de la Recherche Scientifique                                                                                                  | 1970 |
| Malawi               | National Comission for Science and Technology | 2006 |
| Malaysia             | Viện Hàn lâm Khoa học Malaysia (Academy of Sciences Malaysia) | 1977 |
| Mauritius            | Hội đồng Nghiên cứu Mauritius (Mauritius Research Council) |      |
| México               | Viện Hàn lâm Khoa học México (Academia Mexicana de Ciencias) |      |
| Moldova              | Viện Hàn lâm Khoa học Moldova (Academy of Sciences of Moldova) |      |
| Monaco               | Trung tâm Khoa học Monaco (Centre Scientifique de Monaco) |      |
| Mông Cổ              | Viện Hàn lâm Khoa học Mông Cổ (Mongolian Academy of Sciences) |      |
| Montenegro           | Viện Hàn lâm Khoa học và Nghệ thuật Montenegro (Montenegrin Academy of Sciences and Arts)                                                                              |      |
| Maroc                | Académie Hassan II des sciences et techniques |      |
| Mozambique           | Scientific Research Association of Mozambique (AICIMO) |      |
| Namibia              | Ministry of Education: Directorate of Research, Science and Technology                                                                                                 |      |
| Nepal                | Viện Hàn lâm Khoa học và Kỹ thuật Nepal (NAST, Nepal Academy of Science and Technology)                                                                                |      |
| Hà Lan               | Viện Hàn lâm Nghệ thuật và Khoa học Hoàng gia Hà Lan (KNAW: Koninklijke Nederlandse Akademie van Wetenschappen, Royal Netherlands Academy of Arts and Sciences)        |      |
| New Zealand          | Hội Hoàng gia New Zealand (RSNZ, Royal Society of New Zealand) |      |
| Nigeria              | Viện Hàn lâm Khoa học Nigeria (Nigerian Academy of Science) |      |
| Na Uy                | Viện Hàn lâm Khoa học Na Uy (Norwegian Academy of Science and Letters, Det Norske Videnskaps-Akademi)                                                                  |      |
| Pakistan             | Pakistan Association for the Advancement of Science |      |
| Panama               | Universidad de Panama |      |
| Perú                 | Academia Nacional de Ciencias Exactas, Físicas y Naturales del Perú (ANC)                                                                                              |      |
| Philippines          | National Research Council |      |
| Ba Lan               | Viện Hàn lâm Khoa học Ba Lan (PAN, Polska Akademia Nauk) |      |
| Bồ Đào Nha           | Academia das Ciências de Lisboa |      |
| România              | Viện Hàn lâm România (Academia Română) |      |
| Nga                  | Viện Hàn lâm Khoa học Nga (Росси́йская акаде́мия нау́к, РАН / RAN) |      |
| Rwanda               | Kigali Institute of Science and Technology (KIST) |      |
| Ả Rập Xê Út          | King Abdulaziz City for Science and Technology (KACST) |      |
| Sénégal              | Association des Chercheurs Sénégalais |      |
| Serbia               | Viện Hàn lâm Khoa học và Nghệ thuật Serbia (Српска академија наука и уметности, САНУ / Srpska akademija nauka i umetnosti, SANU, Serbian Academy of Sciences and Arts) |      |
| Seychelles           | Seychelles Centre for Marine Research and Technology |      |
| Singapore            | Viện Hàn lâm Khoa học Quốc gia Singapore (Singapore National Academy of Science)                                                                                       |      |
| Slovakia             | Viện Hàn lâm Khoa học Slovakia (SAV, Slovenská akadémia vied / Slovak Academy of Sciences)                                                                             |      |
| Slovenia             | Viện Hàn lâm Khoa học và Nghệ thuật Slovenia (SAZU, Slovenska akademija znanosti in umetnosti / Slovenian Academy of Sciences and Arts)                                |      |
| Nam Phi              | Quỹ Nghiên cứu Quốc gia Nam Phi (NRF, National Research Foundation) |      |
| Châu Đại Dương       | Đại học Nam Thái Bình Dương / University of the South Pacific / Université du Pacifique Sud                                                                            |      |
| Tây Ban Nha          | Bộ Khoa học và Sáng tạo (Ministerio de Ciencia e Innovación) |      |
| Sri Lanka            | Quỹ khoa học Quốc gia Sri Lanka (National Science Foundation) |      |
| Sudan                | National Centre for Research |      |
| Eswatini             | National Research Council |      |
| Thụy Điển            | Viện Hàn lâm Khoa học Hoàng gia Thụy Điển (KVA, Kungliga Vetenskapsakademien)                                                                                          |      |
| Thụy Sĩ              | Viện Hàn lâm Khoa học Thụy Sĩ (Académies suisses des sciences / Akademien der Wissenschaften Schweiz)                                                                  |      |
| Tajikistan           | Viện Hàn lâm Khoa học Tajikistan (Academy of Sciences of the Republic of Tajikistan)                                                                                   |      |
| Tanzania             | Tanzania Commission for S&T |      |
| Thái Lan             | Hội đồng Nghiên cứu Quốc gia Thái Lan / National Research Council of Thailand                                                                                          |      |
| Togo                 | Chancellerie des Universités du Togo |      |
| Tunisia              | Université de Tunis - El Manar |      |
| Thổ Nhĩ Kỳ           | Hội đồng Nghiên cứu Khoa học Kỹ thuật Thố Nhĩ Kỳ (Scientific and Technical Research Council of Turkey)                                                                 |      |
| Uganda               | Hội đồng Khoa học và Công nghệ Quốc gia Uganda (UNCST, Uganda National Council for Science and Technology)                                                             |      |
| Ukraina              | Viện Hàn lâm Khoa học Quốc gia Ukraina (Національна академія наук України, "NAN Ukraina", hoặc NASU)                                                                   |      |
| Anh Quốc             | Hội Hoàng gia Luân Đôn (Royal Society) |      |
| Hoa Kỳ               | Viện Hàn lâm Khoa học Quốc gia Hoa Kỳ (NAS, National Academy of Sciences)                                                                                              |      |
| Uruguay              | Hội đồng Quốc gia về Khoa học sáng tạo và Công nghệ Uruguay (CONICYT, Comisión Consejo Nacional de Innovacion Ciencia y Tecnologia)                                    |      |
| Uzbekistan           | Viện Hàn lâm Khoa học Uzbekistan (Uzbekistan Academy of Sciences) |      |
| Vatican              | Viện Hàn lâm Giáo hoàng về Khoa học (Pontificia Academia Scientiarum)                                                                                                  |      |
| Venezuela            | Fondo Nacional de Ciencia, Tecnología e Innovación |      |
| Việt Nam             | Liên hiệp các Hội Khoa học và Kỹ thuật Việt Nam (VUSTA, Vietnam Union of Science and Technology Associations)                                                          |      |
| Zambia               | Viện Hàn lâm Khoa học Zambia (Zambia Academy of Sciences) |      |
| Zimbabwe             | Hội đồng Nghiên cứu Zimbabwe (Research Council of Zimbabwe) |      |